# Lays-sur-le-Doubs
Lays-sur-le-Doubs – miejscowość i gmina we Francji, w regionie Burgundia-Franche-Comté, w departamencie Saona i Loara.
Według danych na rok 1990 gminę zamieszkiwało 170 osób, a gęstość zaludnienia wynosiła 16 osób/km² (wśród 2044 gmin Burgundii Lays-sur-le-Doubs plasuje się na 741. miejscu pod względem liczby ludności, natomiast pod względem powierzchni na miejscu 886.).